# Église russe de Florence
Pour les articles homonymes, voir Église de la Nativité.
L’église de la Nativité de Florence est une église orthodoxe russe italienne. Située dans la via Leone X de Florence, non loin de la forteresse de Basso, elle est connue pour ses formes inhabituelles, et ses coupoles en forme d'oignon.
De 1923 à 1936, l'église a servi de nécropole pour les membres de la famille royale de Grèce morts en exil.

## Histoire de l'édifice

### Projet initial

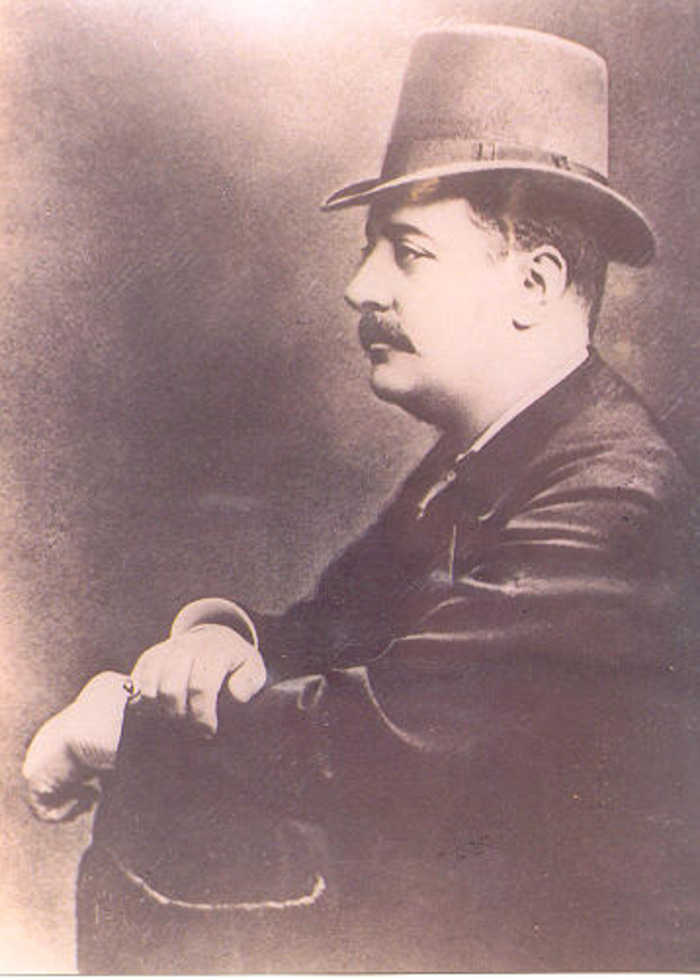
Le prince Paul Pavlovitch Demidoff de San Donato.

L'idée de la construction d'une église destinée à la communauté russe florentine est formulée en 1873 par la grande-duchesse Maria Nikolaïevna de Russie, fille du tsar Nicolas Ier. Ce n'est cependant qu'en 1879, avec le don d'une importante somme d'argent par le prince Paul Pavlovitch Demidoff de San Donato, que la construction peut commencer.
Pour la construction, l'archiprêtre Vladimir Levitsky, alors curateur de l'église orthodoxe dépendant de l'ambassade de Russie, fait d'abord appel à l'architecte italien Pietro Berti avant de se tourner vers l'académicien russe Mikhaïl Préobrajenski et l'ingénieur florentin Giuseppe Boccini (en).
Cependant, les nombreux dessins de Préobrajenski effectués entre 1883 et 1885 prévoient la construction d'un bâtiment trop important par rapport à la somme obtenue pour l'église. Une construction temporaire est donc érigée sur un terrain acquis par l'ambassade et la paroisse est transférée dans la rue Luongo le 16 octobre 1888.

### Construction de l'église actuelle

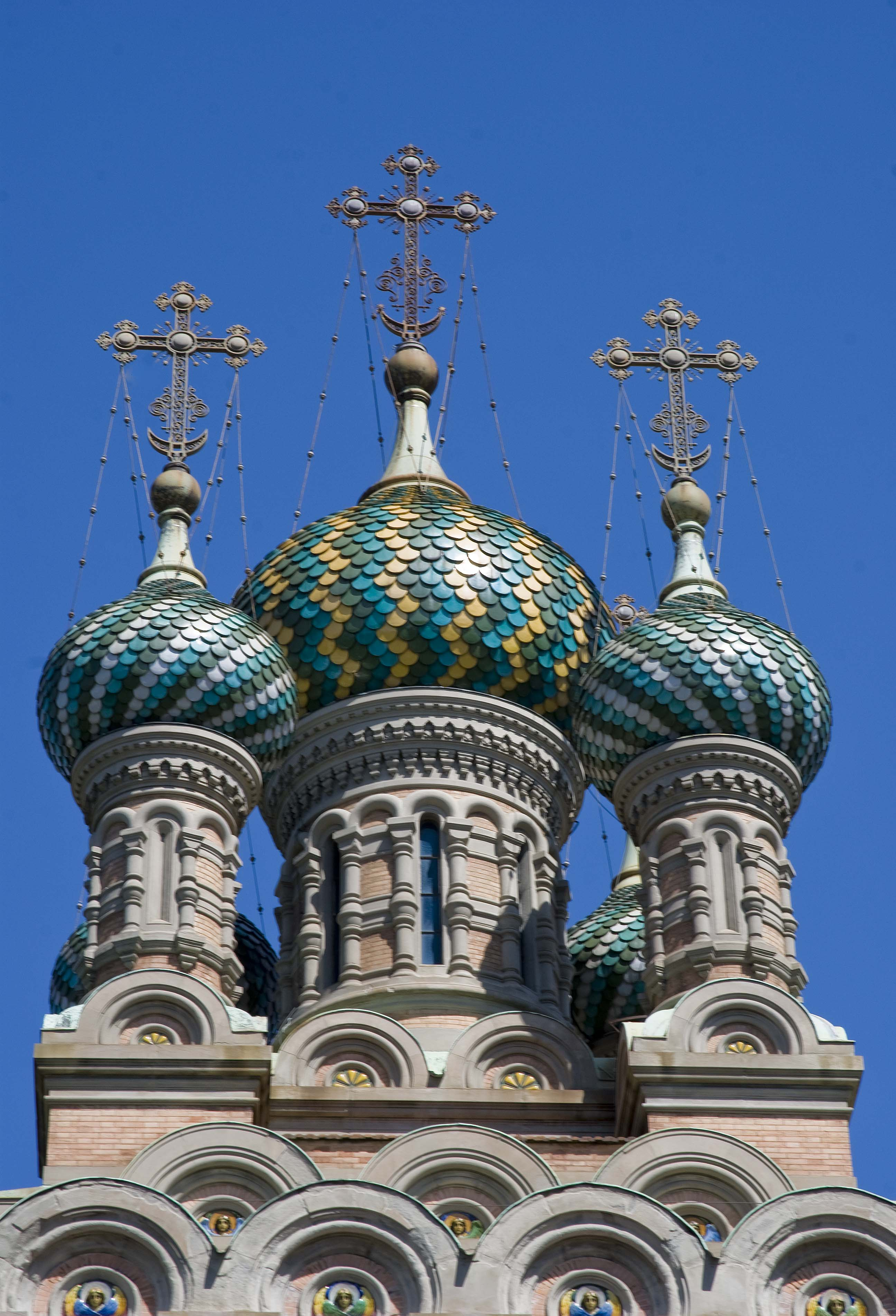
Coupoles de l'église.

Grâce à sa ténacité, l'archiprêtre Levitsky parvient finalement à récolter les fonds nécessaires à la construction d'une nouvelle église. Les plans de Preobrajensky datant de 1890 et proposant l'érection d'un bâtiment de style moscovite sont donc adoptés par l'ambassade et le ministère russes des affaires étrangères en 1897.
Le 28 octobre 1899, la pose de la première pierre de l'église donne lieu à une importante cérémonie qui réunit, entre autres, le comte Caracciolo di Sarno, préfet de Florence, le général Antonio Baldissera, l'ambassadeur russe Nelidoff et le consul général Tchelebidaky.
Consacrée officiellement le 8 novembre 1903, l'église n'est cependant terminée que l'année suivante.

### Nécropole royale

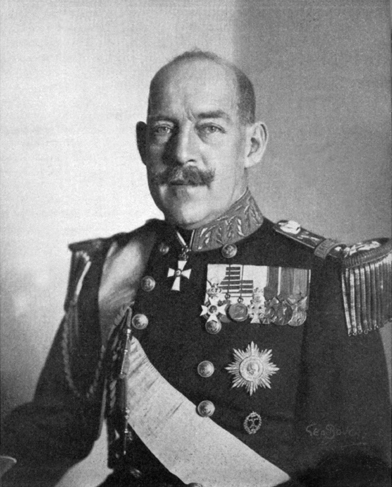
Le roi Constantin Ier de Grèce.

En 1923, l'église accueille la dépouille du roi Constantin Ier de Grèce, mort en exil à Palerme le 11 janvier. Trois ans plus tard, en 1926, sa mère, la reine Olga Constantinovna de Russie, est enterrée à son tour dans l'église. Enfin, en 1932, la reine Sophie de Prusse, veuve de Constantin Ier, rejoint son époux et sa belle-mère.
En 1935, cependant, la monarchie est restaurée en Grèce et le roi Georges II organise le retour des cendres de ses parents et de sa grand-mère. Ainsi, en novembre 1936, les dépouilles royales quittent Florence et l'église russe perd son statut de nécropole royale au profit du palais de Tatoi.